# Zois-Palais

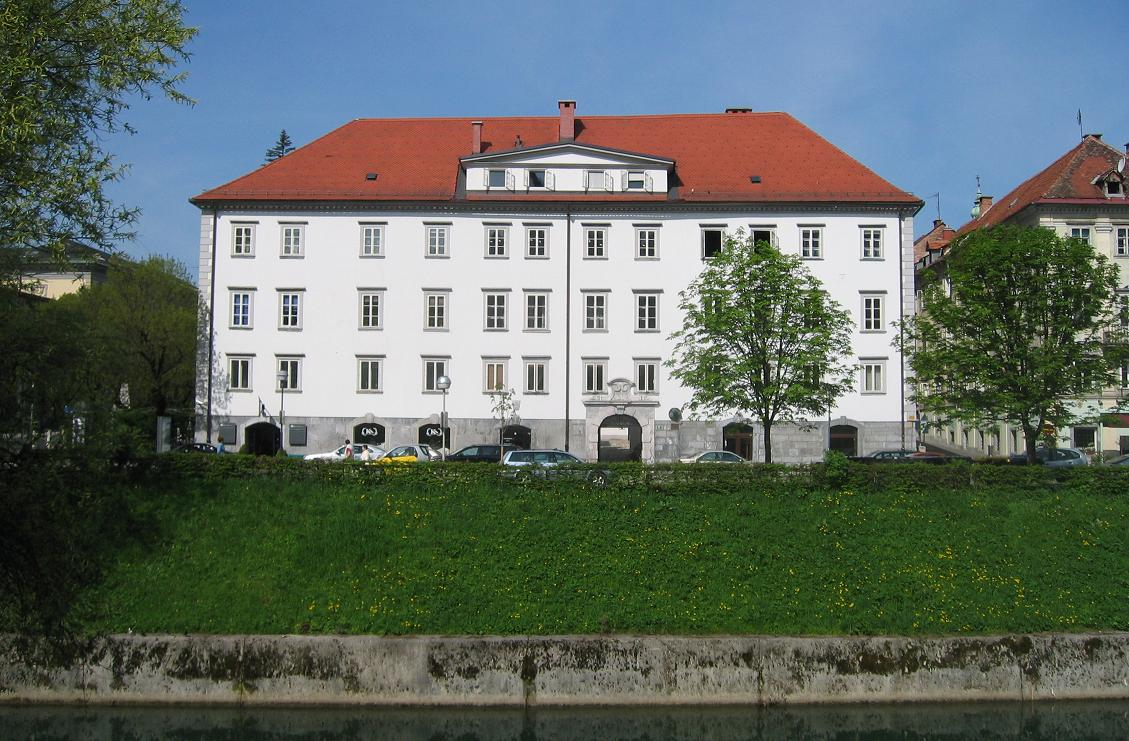
Zois-Palais in Ljubljana

Das Zois-Palais (slowenisch: Zoisova palača) ist ein ehemaliges Herrenhaus in der Altstadt von Ljubljana, der Hauptstadt Sloweniens. Benannt ist es nach der Familie Zois, die viele Jahre Besitzer war. Das Schloss diente als Wohnsitz von Baron Sigmund Zois (1747 bis 1819), einer führenden Persönlichkeit der Aufklärung im Herzogtum Krain. Das Anwesen wird heute als Mehrfamilienhaus mit kleinen Läden im Erdgeschoss genutzt. Rechts von der Eingangstür befindet sich eine Bronzebüste von Sigmund Zois, gestaltet von Mirsad Begić, aus dem Jahr 1993. 

## Lage
Das Gebäude befindet sich im Stadtbezirk Center auf der linken Seite der Ljubljanica an der Ecke Uferstraße/Rain (slowenisch Breg Nr. 22) und Zoisstraße (Zoisova cesta). Im Innenhof des Palastes befindet sich der Grabstein von Sigmund Zois vom aufgelassenen St. Christoph-Friedhof.

## Geschichte
Das Palais entstand zwischen 1765 und 1805 durch Zusammenlegen mehrerer älterer Anwesen. Die Fassade wurde 1798 im klassizistischen Stil gestaltet.
Zu dieser Zeit wurde das Erdgeschoss des Palastes für Handel, das erste Stockwerk für Lager genutzt und das zweite Stockwerk für Wohnräume von Sigmund Zois mit einer Bibliothek von etwa 4000 Büchern und einer Mineraliensammlung mit etwa 5000 Exemplaren.
Zwischen den 1780er Jahren und dem ersten Jahrzehnt des 19. Jahrhunderts wurde das Herrenhaus als Treffpunkt der slowenischen intellektuellen Elite genutzt, zu der der Dramatiker und Historiker Anton Tomaž Linhart, der Dichter und Journalist Valentin Vodnik, die Philologen Jurij Japelj und Blaž Kumerdej sowie der Linguist Jernej Kopitar gehörten.